# Xã Horton, Quận Elk, Pennsylvania
Xã Horton (tiếng Anh: Horton Township) là một xã thuộc quận Elk, tiểu bang Pennsylvania, Hoa Kỳ. Năm 2010, dân số của xã này là 1.452 người.